# Banca 2000
La Banca 2000 SpA è stata un istituto di credito italiano fondato nel 1920 con il nome di Banca di Marino S.p.A. ed estinto per fusione con la Banca Popolare di Milano nel 1998.

## Storia
La banca venne fondata il 27 marzo 1920 nella cittadina di Marino, in provincia di Roma, nell'area dei Castelli Romani. All'epoca il territorio comunale di Marino era molto esteso, e comprendeva anche la nascente borgata di Ciampino, divenuta autonoma solo nel 1974. L'attività principale del territorio era la vitivinicoltura, che in quegli anni si andava organizzando su scala industriale.
In breve tempo la Banca di Marino divenne il principale istituto di credito cittadino (esisteva infatti anche la Banca di Credito Cooperativo San Barnaba, fondata nel 1908 e tuttora attiva).
Alla fine degli anni Venti il Banco di Santo Spirito divenne l'azionista di maggioranza dell'istituto.
Nel 1987 Banco di Santo Spirito rivendette il pacchetto di maggioranza di Banca di Marino alla società di assicurazioni INA, che nel 1991 modificò la ragione sociale in INA Banca - Marino S.p.A.. Nell'ottobre del 1997 l'INA, su consulenza della banca d'affari Goldman Sachs, decide di mettere in vendita la controllata.
Nel 1998 la Banca Popolare di Milano acquista così l'83.5% delle azioni di INA Banca - Marino per la somma di 123 miliardi di lire; BPM modifica nuovamente la denominazione sociale in Banca 2000. Il 15 giugno 1999 l'atto di fusione per incorporazione della Banca 2000 nella Banca Popolare di Milano sancisce la definitiva scomparsa dell'istituto laziale che entra così a far parte della banca meneghina. INA Banca - Marino all'atto della sua estinzione contava 18 sportelli, tutti nell'area di Roma.